# Національний інститут радіологічних наук
35°38′08″ пн. ш. 140°06′06″ сх. д. / 35.63555556° пн. ш. 140.10166667° сх. д.

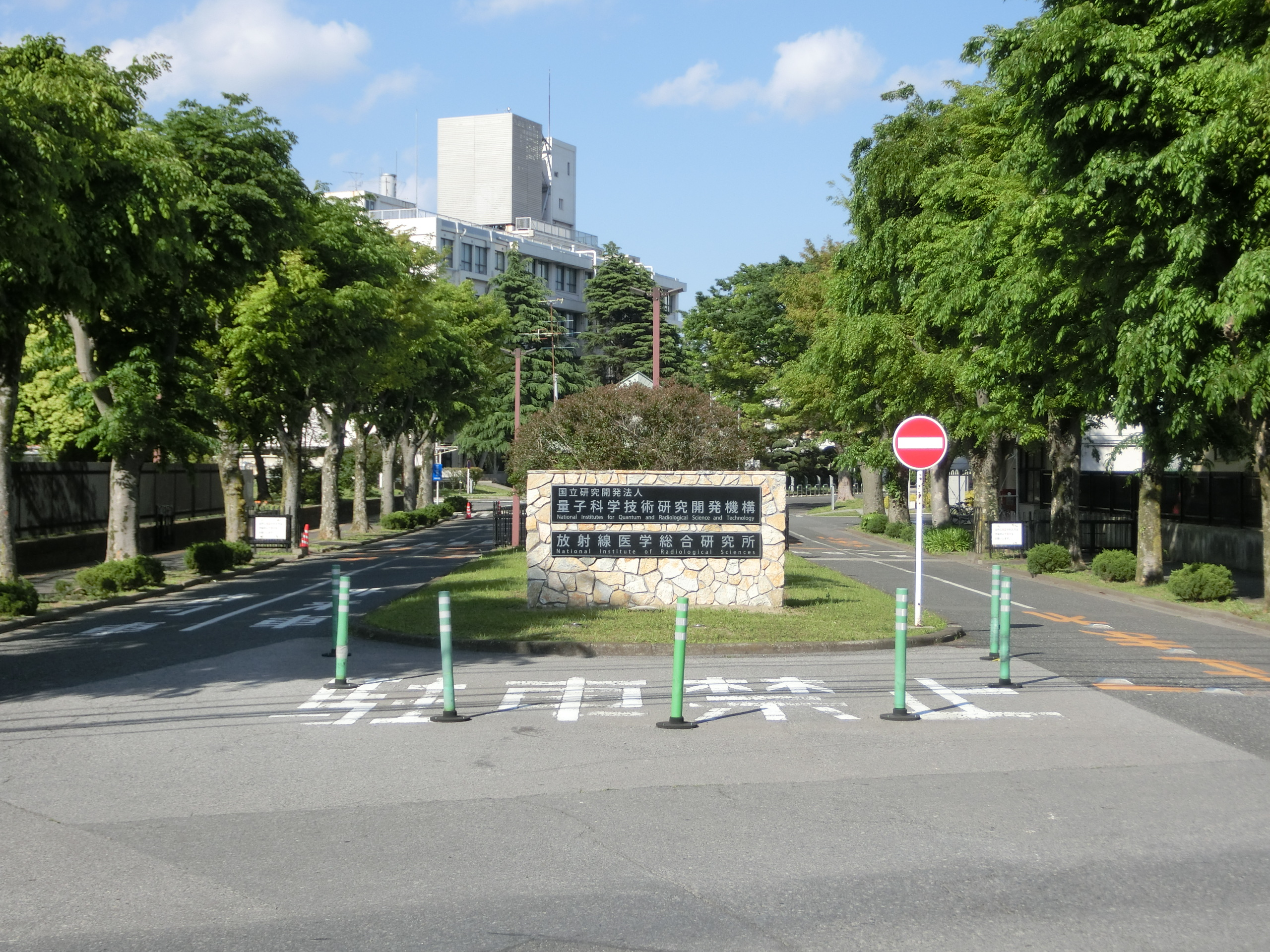
NIRS — В'їзд

Національний інститут радіологічних наук (англ. The National Institute of Radiological Sciences, (放射線医学総合研究所) (NIRS) — дослідницький інститут радіації в Японії. NIRS було створено в 1957 році як єдиний в Японії інститут радіології. NIRS підтримує різні прискорювачі іонів з метою вивчення впливу випромінювання на організм людини та медичного використання випромінювання.
Лікарня Національного інституту радіологічних наук, створена в 1961 році, є дослідницькою лікарнею з основним акцентом на променевій терапії.
У 1993 р. Було запущено HIMAC (важкий іонний медичний прискорювач в Чібі) NIRS, а в 1997 р. Відкрито Дослідницький центр терапії зарядженими частинками, оскільки працює один з провідних медичних центрів з використанням іонів вуглецю.
1 квітня 2016 року Японське агентство з атомної енергії (JAEA) передало деякі свої лабораторії NIRS, а орган NIRS був перейменований у Національний інститут квантової та радіологічної науки та технологій (QST), що включає існуючі лабораторії NIRS ; NIRS в даний час є відділом радіологічних досліджень QST.

## Організаційна структура
- Управління з аудиту та дотримання вимог (штаб-квартира)
- Департамент планування та управління
- Департамент загальних справ
- Центр досліджень, розробок та підтримки
- Дослідницький центр терапії зарядженими частинками
- Лікарня
- Центр молекулярної візуалізації
- Дослідницький центр радіаційного захисту
- Науково-дослідний центр радіаційної екстреної медицини
- Група радіаційної екстреної медичної допомоги
- Центр розвитку людських ресурсів
- Міжнародна відкрита лабораторія
- Проект дослідження медичного впливу
- Штаб-квартира проекту у Фукусімі